# Ombergsliden
Ombergsliden este o arie protejată (arie specială de conservare — SAC, sit de importanță comunitară — SCI) din Suedia întinsă pe o suprafață de 22,7 ha, integral pe uscat.

## Localizare
Centrul sitului Ombergsliden este situat la coordonatele 58°21′26″N 14°41′16″E / 58.3572°N 14.6877°E.

## Înființare
Situl Ombergsliden a fost declarat sit de importanță comunitară în ianuarie 1997 pentru a proteja 3 specii de animale. Situl a fost protejat și ca arie specială de conservare în martie 2011.

## Biodiversitate
Situată în ecoregiunea boreală, aria protejată conține 5 habitate naturale: Mlaștini alcaline, Taiga vestică, Pajiști uscate seminaturale și facies de acoperire cu tufișuri pe substraturi calcaroase (Festuco-Brometalia) (* situri importante pentru orhidee), Păduri fino-scandinave bogate în ierburi cu Picea abies, Pajiști cu Molinia pe soluri calcaroase, turboase sau argilos-nămoloase (Molinion caeruleae).
La baza desemnării sitului se află mai multe specii protejate de  nevertebrate (3): Vertigo angustior, Vertigo genesii, Vertigo geyeri.